# تيم برتون
تيموثي والتر بيرتون (25 أغسطس 1958) مخرج وكاتب ومنتج سينمائي أمريكي، يلقب بـ «سيد الفانتازيا» لأسلوبه في اختيار موضوعات أفلامه وكيفية إخراجها. تُعرف أفلامه بسوداوية موضوعاتها وجوها القوطي المختلف. أدت أعماله إلى ظهور مدرسة فنية يقلدها الناس في الرسم والشعر والإخراج.

## النشأة
نشأ برتون في مقاطعة بوربانك بولاية كاليفورنيا، وكان الأبن الأول لأسرة مكونة من أب وأم وطفلين في منزل قريبا من المقابر. ووصف نشأته بأنها كانت غريبة ومختلفة، حيث كان طفلاً منطوياً محبًا للخيال، وكان يحب مشاهدة أفلام الرعب، والتي ظهر تأثيرها بشدة في أعماله فيما بعد، خصوصاً تلك الخاصة بالمخرج إيد وود والممثل فينسينت برايس. وقد كرمهما برتون في أعمال من قبل، حيث قام بعمل فيلم كامل عن حياة إيد وود، وظهر تأثير فينسينت برايس في فيلم تحريك قصير أخرجه برتون.
اسم التدليل لتيم برتون في المراهقة كان «جرح البلطة» (بالإنجليزية: Axe Wound)‏، والحكاية أنه في سن المراهقة، قام برتون بعمل مقلب في الجيران، حيث مثل مع أخيه جريمة قتل بالبلطة، وصدق الجيران المقلب وقاموا بالاتصال بالشرطة.
تأثر برتون أيضاً برائد فن التحريك بالتوقيف (بالإنجليزية: Stop Motion Animation)‏ راي هاريهاوزن.
أنهى برتون المدرسة ثم حصل على منحة من ديزني لدخول معهد كاليفورنيا للفنون المعروف باسم معهد كاليفورنيا للفنون، لمدة ثلاث سنوات، وهو المعهد الذي يضم مختصين في فن التحريك (بالإنجليزية: Animation)‏.
عمل في بداية حياته كفنان تلوين في فيلم الكارتون سيد الخواتم، ثم انضم بعدها لإستوديو شركة والت ديزني كفنان تحريك تحت التمرين، حيث عمل على فيلم الثعلب والكلب، لكنها لم تكن مناسبة لطريقة عمله، فعوالم ديزني مليئة بالقصص السعيدة، بينما برتون شغوف بعوالم الرعب والأعمال السوداوية.
وفي تلك الفترة كان برتون يعمل على مجموعة من الرسومات والأشعار التي أصبحت فيما بعد النواة لفيلمه الشهير الكابوس الذي سبق عيد الميلاد (بالإنجليزية: The Nightmare Before Christmas)‏.

## بدايته الفنية
بدأ تيم برتون في الثمانينات بالأفلام القصيرة التالية:
- The Island of Doctor Agor 1971
- Doctor of Doom 1979
- Stalk of the Celery Monster 1979
- Vincent 1982
- Luau 1982
- 1984 Frankenweenie
- في عام 1982 قدم الفيلم التلفزيوني Hansel and Gretel
- في عام 1985 قدم فيلمه السينمائي الأول Pee-wee's Big Adventure وحقق الفيلم نجاحاً كبيراً.

### مغامرة بي-وي الكبيرة (1985)
بعد مشاهدة فيلم فرانكنويني، قام الممثل بول روبنز (بالإنجليزية: Paul Reubens)‏ باختيار برتون لإخراج فيلم مغامرة بي-وي الكبيرة (بالإنجليزية: Pee-wii's Big Adventure)‏ (عام 1985)، وهو فيلم يدور حول شخصية بي-وي هيرمان (بالإنجليزية: Pee-wee Herman)‏ الشهيرة التي لعب بول دورها في التلفزيون.
تكلف الفيلم سبعة ملايين دولار أمريكي وحقق إيرادات وصلت لأربعين مليون دولار أمريكي.
وكان هذا الفيلم هو البداية الحقيقة لحياة برتون كمخرج سينمائي.

### بيتلجوس (1988)
جاء المشروع التالي لبرتون في العام 1988، وهو فيلم بيتلجوس، وهو فيلم كوميدي عن عائلة تواجه حياتها بعد الموت.
من بطولة مايكل كيتون وأليك بالدوين وجينا ديفيس ووينونا رايدر.
حقق الفيلم إيرادات وصلت لثمانين مليون دولار أمريكي رغم تكلفته المنخفضة.
وفاز بجائزة أوسكار وتم تحويله فيما بعد لمسلسل كارتون يحمل نفس الاسم، لعب فيه برتون دور المنتج المنفذ.

### الرجل الوطواط (1989)
بعد نجاحه في الفيلمين السابقين، وتحقيقهما لإيرادات عالية جداً مقارنة بتكلفتيهما الصغيرة، انتبهت الإستوديوهات الكبرى لموهبة تيم برتون، وعرض عليه إخراج فيلم باتمان، والذي يدور حول شخصية باتمان المعروفة من عالم روايات الكوميكس، والتي تعرف في العالم العربي باسم الرجل الوطواط.
مر الفيلم بمشكلة كبرى، حين أصر برتون على أن يلعب البطولة مايكل كيتون، تعللت إدارة الإستوديو بأن كيتون ليس قوي البنية وأنه مشهور بأدواره الكوميدية وبعيد عن عالم أفلام الأكشن.
بينما قال برتون بأنه يرى أن من السخافة أن يكون باتمان رجل ذو عضلات، وأنه من المفترض أنه رجل عادي ثري ليس أكثر.
تسبب اختيار مايكل كيتون في ردود فعل عدائية من محبي الرجل الوطواط، لدرجة أن أسهم شركة وارنر براذرز إنخفضت. هدأ الجماهير بعدها قليلاً، عندما أختار برتون الممثل جاك نيكلسون ليعلب دور الجوكر.
اُفتتح الفيلم في شهر يونيو 1989، ورافق افتتاحه دعاية هائلة قيل أنها أكبر حملة دعائية في تاريخ السينما حتى وقتها.
نجح الفيلم وأصبح من أكثر الأفلام التي حققت إيرادات في تاريخ السينما الأمريكية، حيث وصلت إيراداته إلى 250 مليون دولار أمريكي من صالات العرض الأمريكية، و400 مليون دولار أمريكي من بقية أنحاء العالم (الأرقام حقيقية وهي التي حققها الفيلم وقتها، ولم يتم ضبط الأرقام بحسابات التضخم).
نجح الفيلم أيضاً على المستوى النقدي ونال ممثليه الكثير من التقدير من النقاد وفاز بجائزة الأوسكار.

## التسعينات

### إدوراد يد المقص (1990)
كان هذا آخر ظهور له على الشاشة، وينظر الكثيرون لهذا الفيلم كسيرة ذاتية لبرتون ونشأته في مقاطعة بوربانك. وقد علق الممثل فنسنت برايس قائلاً «تيم هو إدوارد». يعتبر الكثير من النقاد والجمهور هذا الفيلم أفضل أفلام برتون على الإطلاق. تم تحويل الفيلم في عام 2004 إلى عرض باليه راقص ناجح طاف العالم. يعتبر الفيلم واحد من أعظم الأفلام في تاريخ السينما وقد ترشح لجائزة الأوسكار وحقق أرباحاً تجاريةً كبيرة.

### عودة باتمان (1992)
الفيلم من بطولة مايكل كيتون الذي عاد ليمثل دور باتمان، بالإضافة إلى داني ديفيتو وميشيل فايفر وكريستوفر واكن في أدوار شريرة. طرح الفيلم في عام 1992، وتكلف الفيلم وقتها 80 مليون دولار وحقق إيرادات 282.8 مليون دولار. بحسابات التضخم توازي هذه المبالغ في عام 2007 قيمة 120 مليون دولار للتكلفة و423 مليون دولار للأرباح. وقد ترشح لجائزتين أوسكار، وعزم برتون على عمل الجزء الثالث من الفيلم ثم قررت شركة الإنتاج إخراجه من الفيلم بسبب عدم رضاهم عن الصورة السوداوية الكئيبة التي قدم بها برتون الجزء الثاني، ولذا خرج برتون من الفيلم وخرج مايكل كيتون وتم إنتاج الجزء الثالث تحت اسم الرجل الوطواط للأبد، وتم إدراج اسم برتون كمنتج للفيلم.

### الكابوس الذي سبق الكريسماس (1993)
في عام 1993 قدم برتون الفيلم المرشح للأوسكار الكابوس الذي سبق الكريسماس The Nightmare before Christmas وكانت النواة لهذا الفيلم هي مجموعة من الأشعار والرسومات التي أنتجها برتون أثناء فترة عمله في ديزني. كتب برتون هذا الفيلم وأنتجه أثناء عمله على فيلم عودة الرجل الوطواط، ونظراً لانشغاله بالإخراج وقتها أسند مهمة إخراج الفيلم إلى هنري سيليك، كما شارك أخرون في كتابته بناء على القصة الأصلية لبرتون. الفيلم من نوعية التحريك بالتوقيف Stop Motion Animation، حقق الفيلم نجاحاً في شباك التذاكر بإيرادات 50 مليون دولار، وهي إيرادات ممتازة بالنسبة لفيلم تحريك ليس به ممثلون حقيقيون، وأصبح فيلماً كلاسيكياً خاص بعيد الهالويين. الفيلم غنائي وقام بتلحين معظم أغانية رفيق مشوار برتون الملحن داني إلفمان. كرر برتون بعدها التعاون مع هنري على فيلم تحريك آخر هو جيمس والخوخة العملاقة James and the Giant Peach، الذي شارك برتون في إنتاجه عام 1996.

### إد وود (1994)
لاقى الفيلم استقبالاً رائعاً لدى النقاد ويعتبر من أعظم الأفلام في تاريخ السينما، وأمتلك قاعدة جماهيرية عريضة جعلته أحد أكثر أفلام التسعينات شعبية. قام بوضع موسيقى الفيلم هاوارد شور، ولم يتعاون برتون كالمعتاد مع داني إلفمان في هذا الفيلم لأسباب خاصة. حصل الفيلم علي جائزتين أوسكار وترشح للسعفة الذهبية بمهرجان كان السينمائي.

### المريخ يهاجم (1996)
المريخ يهاجم (بالإنجليزية: هجوم المريخ!)‏ فيلم ساخر من نوعية الخيال العلمي، عن هجوم سكان الفضاء على كوكب الأرض. من بطولة جاك نيكلسون وسارة جيسيكا باركر ومايكل جي فوكس وناتالي بورتمان وبيرس بروسنان. حقق الفيلم نجاحاً كبيراً، كما نجح بعد ذلك في خلق قاعدة كبيرة من الجماهير عند عرضه في التلفزيون وطرحه على إسطوانات دي في دي. الطريف أن في نفس السنة صدر فيلماً آخر عن هجوم سكان الفضاء على كوكب الأرض، وهو فيلم يوم الاستقلال الذي طرح في السينمات قبل المريخ يهاجم بخمسة أشهر.

### أسطورة سليبي هولو (1999)

ملصق فيلم أسطورة سليبي هولو

أسطورة سليبي هولو (بالإنجليزية: سليبي هولو)‏ هو فيلم رعب، صدر في خريف عام 1999. من بطولة الممثل الكبير جوني ديب وكرستينا ريتشي. استقبل الفيلم نقدياً بشكل رائع وحاز على العديد من الجوائز وحقق أرباحاً عاليةً في شباك التذاكر. الفيلم بالنسبة لبرتون كان تحية لأفلام الرعب البريطانية القديمة التي قدمتها شركة هامر للإنتاج السينمائي البريطانية، حيث شارك في الفيلم الممثل كريستوفر لي، والذي مثل في الكثير من أفلام شركة هامر من قبل. فاز الفيلم بجائزة الأوسكار، كما فاز بجائزتي بافتا لأفضل تصميم أزياء وأفضل إشراف فني.

### تائه في أوز
تائه في أوز (بالإنجليزية: Tim Burton's Lost In Oz)‏ هو مشروع لحلقات تلفزيونية مسلسلة لم يكتمل. رغم كتابة الحلقة التجريبية منه وتصوير عدة مشاهد منها.

### الميتة الكئيبة للولد ذو رأس المحار وقصص أخرى
الميتة الكئيبة للولد ذو رأس المحار وقصص أخرى (بالإنجليزية: The Melancholy Death of Oyster Boy & Other Stories)‏ هي مجموعة قصصية أصدرها تيم برتون في عام 1996. وهي مكتوبة في صيغة أشعار ورسوم.

## عام 2000 وحتى الآن

### كوكب القرود (2001)

ملصق فيلم تشارلي ومصنع الشوكولاتة

كوكب القرود (بالإنجليزية: Planet of the Apes)‏ هو فيلم من بطولة مارك والبرغ وتيم روث وهيلينا بونهام كارتر. حقق الفيلم نجاحاً تجارياً كبيراً وقد تعرف برتون في هذا الفيلم على الممثلة هيلينا بونهام كارتر التي أصبحت فيما بعد رفيقته وأم أولاده.

### السمكة الكبيرة (2003)
السمكة الكبيرة هو فيلم يمزج الواقع بالخيال، يحكي عن العلاقة بين أب وابنه، من خلال مجموعة من القصص الخيالية التي يرويها الأب للإبن. الفيلم بطولة ايوان مكريغير وداني ديفيتو وجيسيكا لانج. بالإضافة لهيلينا بونهام كارتر في دورين صغيرين. فاز الفيلم بأربعة ترشيحات في جوائز جولدن جلوب كما رشح لجائزة أوسكار أفضل موسيقى تصويرية، والتي قام بوضعها شريك مشوار برتون، الملحن داني إلفمان. قوبل الفيلم بحفاوة نقدية كبيرة ورائعة.

### تشارلي ومصنع الشوكولاتة (2005)
تشارلي ومصنع الشوكولاتة (بالإنجليزية: تشارلي ومصنع الشوكولاتة)‏ هو فيلم مأخوذ عن الكتاب الذي يحمل نفس الاسم ومن بطولة سيد تجسيد الشخصيات جوني ديب. رشح الفيلم لجائزة الأوسكار. وحقق إيرادات هائلة في شباك التذاكر، وصلت إلى أكثر من نصف مليار دولار. وأحب النقاد الفيلم بشدة.

### العروس الجثة (2005)

ملصق فيلم العروس الجثة الفيلم

من بطولة كل من رفيقته هيلينا بونهام كارتر وصديقه العزيز الممثل الكبير جوني ديب. رشح الفيلم لجائزة الأوسكار لأفضل فيلم رسوم متحركة في العام. أحب الجمهور والنقاد الفيلم بشدة وقد فاز الفيلم بالعديد من الجوائز العالمية.

### سويني تود: الحلاق الشيطاني من فليت ستريت (2007)

ملصق فيلم سويني تود

سويني تود (بالإنجليزية: Sweeney Todd: The Demon Barber of Fleet Street)‏. الفيلم مأخوذ عن مسرحية موسيقية شهيرة. فاز الفيلم بجائزة الأوسكار، كما فاز بجائزتين جولدن جلوب من بينهما أفضل فيلم غنائي في العام.
كما فاز بجائزة أفضل مخرج من الجمعية القومية للنقد. فاز جوني ديب بجائزة جولدن جلوب أفضل ممثل، ورشح لجائزة الأوسكار كأفضل ممثل رئيسي. يعتبر فيلم سويني تود الفيلم الغنائي الأكثر مديحاً من قبل النقاد خلال العشرين سنة الماضية وواحد من أعظم الأفلام في تاريخ السينما. حقق الفيلم أيضاً نجاحاً تجارياً كبيراً.

### أليس في بلاد العجائب (2010)
أليس في بلاد العجائب هو أحد المشاريع التي لطالما حلم برتون بتنفيذها. الفيلم مبني على قصة لـ لويس كارول وتم طرحه في صالات العرض في مارس 2010. حقق الفيلم أرباحاً وصلت إلي أكثر من مليار دولار وحصد العديد من الجوائز من بينهما جائزتين أوسكار. الفيلم يمثل التحالف السابع بين جوني ديب وتيم برتون.

### الظلال الداكنة (2012)
يمثل فيلم الظلال الداكنة التحالف الثامن بين سيد الفانتازيا تيم برتون والأسطورة السينمائية جوني ديب. الفيلم من بطولة:
جوني ديب / هيلينا بونام كارتر / ميشيل فايفر / إيفا جرين / بيلا هيثكوت / كلوي غرايس / موريتز
جوناثان فريد / جوني لي ميلر / كريستوفر لي / جاكي ايرل هالي / أليس كوبر. وقد حصد الفيلم العديد من الجوائز.

### فرانكنويني (2012)
رشح الفيلم لجائزة أوسكار أفضل فيلم رسوم متحركة في العام وحصد العديد من الجوائز الأخرى وأحبه النقاد والجمهور بشدة.

## حياته الشخصية
تزوج في بداية حياته بفنانة ألمانية المولد لمدة أربع سنوات، ثم تركها وخطب عارضة الأزياء ليسا ماري لفترة وعاش معها من عام 1992 لعام 2001. ثم تعرف على هيلينا بونهام كارتر أثناء تصوير فيلم كوكب القرود، وترك ليسا وارتبط بكارتر وله منها الآن ابن وابنة. وهما يعيشان سوياً في لندن. من أقرب أصدقاؤه حالياً الممثل جوني ديب، والملحن داني إلفمان. تعرف برتون على جوني ديب عند تصوير فيلم إدوارد يد المقص، ومثل بعدها جوني ديب في سبعة من أفلام برتون. قام جوني ديب بكتابة مقدمة لكتاب (برتون مع برتون) قال فيها:
ماذا أقول عنه؟ هو أخ وصديق ووالد ابني الروحي. هو روح فريدة وشجاعة، شخص يستحق أن أذهب لنهاية العالم لأجله، وما أعلمه جيداً أنه مستعد لفعل نفس الشيء لأجلي
أما الملحن داني إلفمان فقد كان برتون من المعجبين بفريق الموسيقى أيونجو بوينجو Oingo Boingo الذي كونه إلفمان. وكان أول تعاون بينها في فيلم مغامرة بي-وي الكبيرة حيث طلب منه برتون وضع الموسيقى التصويرية للفيلم. أصبحت علاقة الصداقة بينهما متينة ولحن إلفمان جميع أفلام برتون بعدها فيما عدا سويني تود وإد وود (فيلم).

## مكانته السينمائية
يعتبر تيم بيرتون أسطورة من أساطير السينما وأحد أفضل المخرجين علي مر العصور. كما يلقب بسيد الفانتازيا، فتيم برتون من المخرجين العظماء الذين نهضوا بالسينما وقدموا الفن في أفضل أشكاله وصوره. يعتبر إد وود وسويني تود وإدوارد ذو الأيدي المقصات أعظم ثلاثة أفلام لبرتون، وتعتبر كل أفلامه من أعظم الأفلام في تاريخ السينما. فأفلام تيم برتون هي أيقونات سينمائية خالدة لا يمكن أن ننساها، بل ستظل خالدة في أذهاننا للأبد.

## جوني ديب وتيم برتون
حقق جوني ديب وتيم برتون معاً نجاحاً كبيراً (نقدياً وتجارياً) من خلال تحالفاتهم السينمائية المتعددة. ويعتبر تحالف ديب وبرتون المستمر أشهر تحالف سينمائي بين ممثل ومخرج عرفته السينما. ظهر ديب في 8 أفلام عظيمة لتيم برتون وتعتبر الأفلام ال8 أيقونات سينمائية خالدة لا يمكن أن ننساها وستظل خالدة في أذهاننا وقلوبنا للأبد:
1- فيلم (Edward Scissorhands 1990) المرشح لجائزة الأوسكار وجائزة الغولدن غلوب،
و الحائز علي جائزة البافتا وجائزة أكاديمية الخيال العلمي والرعب والفانتازيا وغيرها من الجوائز العالمية.
2- فيلم (Ed Wood 1994) الحائز علي جائزتي أوسكار وجائزة الغولدن غلوب، والمرشح للسعفة الذهبية بـمهرجان كان السينمائي،
والمرشح لجائزتي بافتا والحائز علي جائزتين من أكاديمية الخيال العلمي والرعب والفانتازيا، وغيرها من الجوائز العالمية.
3- فيلم (Sleepy Hollow 1999) الحائز علي جائزة الأوسكار وجائزتي بافتا وجائزتين من أكاديمية الخيال العلمي والرعب والفانتازيا، وغيرها من الجوائز العالمية.
4- فيلم (Charlie and the Chocolate Factory 2005) المرشح لجائزة الأوسكار وجائزة الجولدن جلوب،
و الحائز علي جائزة البافتا والمرشح لجوائز أكاديمية الخيال العلمي والرعب والفانتازيا، وغيرها من الجوائز العالمية.
5- فيلم (Corpse Bride 2005) المرشح لجائزة الأوسكار والحائز علي جائزة أكاديمية الخيال العلمي والرعب والفانتازيا، وغيرها من الجوائز العالمية.
6- الفيلم الحائز علي جائزة الأوسكار وجائزتي جولدن جلوب
و جائزتين من أكاديمية الخيال العلمي والرعب والفانتازيا والمرشح لجائزتي بافتا والمرشح لجوائز ال Broadcast Film Critics Association Awards
(وغيرها من الجوائز العالمية)
Sweeney Todd: The Demon Barber of Fleet Street 2007
7- الفيلم الحائز علي جائزتي أوسكار والمرشح لجوائز الجولدن جلوب
و الحائز علي جائزتي بافتا وجائزتين من أكاديمية الخيال العلمي والرعب والفانتازيا
(وغيرها من الجوائز العالمية)
Alice In Wonderland 2010
8- الفيلم المرشح لجوائز أكاديمية الخيال العلمي والرعب والفانتازيا والحائز علي جائزة ال IFMCA وجائزة ال BMI
(وغيرها من الجوائز العالمية)
Dark Shadows 2012

## قائمة أفلامه

### أفلامه كمخرج
- فنسنت (بالإنجليزية: Vincent)‏ (عام 1982)
- فرانكنويني (بالإنجليزية: Frankenweenie)‏ (عام 1984)
- مغامرة بي-وي الكبيرة (بالإنجليزية: Pee-wii's Big Adventure)‏ (عام 1985)
- بيتلجوس (بالإنجليزية: Beetlejuice)‏ (عام 1988)
- الرجل الوطواط (بالإنجليزية: Batman)‏ (عام 1989)
- إدوارد يد المقص (بالإنجليزية: Edward Scissorhands)‏ (عام 1990)
- عودة الرجل الوطواط (بالإنجليزية: Batman Returns)‏ (عام 1992)
- إد وود (بالإنجليزية: Ed Wood)‏ عام (1994)
- المريخ يهاجم (بالإنجليزية: Mars Attacks)‏ عام (1996)
- أسطورة سليبي هولو (بالإنجليزية: Sleepy Hollow)‏ عام (1999)
- كوكب القرود (بالإنجليزية: Planet of the Apes)‏ عام (2001)
- السمكة الكبيرة (بالإنجليزية: Big Fish)‏ عام (2003)
- تشارلي ومصنع الشوكولاتة (بالإنجليزية: Charlie and the Chocolate Factory)‏ عام (2005)
- العروس الجثة (بالإنجليزية: جثة العروس)‏ (عام 2005)
- سويني تود (بالإنجليزية: Sweeney Todd: The Demon Barber of Fleet Street)‏ عام (2007)
- أليس في بلاد العجائب (بالإنجليزية: Alice In Wonderland)‏ عام (2010)
- الظلال الداكنة (بالإنجليزية: Dark Shadows)‏ عام (2012)
- فرانكنويني (بالإنجليزية: Frankenweenie)‏ عام (2012)

### أفلامه كمنتج
- الكابوس الذي سبق الكريسماس (بالإنجليزية: كابوس قبل عيد الميلاد)‏ (عام 1993)
- عودة الرجل الوطواط (بالإنجليزية: عودة الرجل الوطواط)‏ (عام 1992)
- الرجل الوطواط للأبد عام (1995)
- جيمس والخوخة العملاقة جيمس والخوخة العملاقة عام (1996)
- العروس الجثة (بالإنجليزية: جثة العروس)‏ (عام 2005)
- فرانكنويني (بالإنجليزية: Frankenweenie)‏ عام (2012)
- إد وود (بالإنجليزية: Ed Wood)‏ عام (1994)
- إدوارد يد المقص (بالإنجليزية: Edward Scissorhands)‏ (عام 1990)

## مؤلفات
- الكابوس الذي سبق الكريسماس (بالإنجليزية: The Nightmare before Christmas)‏، وهي مكتوبة في صيغة أشعار ورسوم احتفظ بها برتون ثم تحولت لفيلم.(عام 1993).
- برتون مع برتون (بالإنجليزية: Burton on Burton)‏، سيرة ذاتية وحوارات عن أفلام برتون.(عام 1995)-طبعة أولى، (عام 2005)-طبعة ثانية.
- الميتة الكئيبة للولد ذو رأس المحار وقصص أخرى (بالإنجليزية: The Melancholy Death of Oyster Boy & Other Stories)‏ (عام 1996).

## وصلات خارجية
- تيم برتون على موقع IMDb (الإنجليزية)
- تيم برتون على موقع ميتاكريتيك (الإنجليزية)
- تيم برتون على موقع الموسوعة البريطانية (الإنجليزية)
- تيم برتون على موقع روتن توميتوز (الإنجليزية)
- تيم برتون على موقع مونزينجر (الألمانية)
- تيم برتون على موقع قاعدة بيانات الأفلام العربية
- تيم برتون على موقع ألو سيني (الفرنسية)
- تيم برتون على موقع ميوزك برينز (الإنجليزية)
- تيم برتون على موقع تيرنر كلاسيك موفيز (الإنجليزية)
- تيم برتون على موقع أول موفي (الإنجليزية)